# Jeti
Jeti, poznat još kao Strašni snježni čovjek, je čovjekoliko stvorenje koje navodno živi u Himalaji. Zapadno ime dobio je prema tibetanskom izrazu yeh-teh u značenju "ona tamo stvar".:str. 227 Legende o dvonožnim dlakavim bićima prisutne su na čitavom području himalajskog masiva, u Tibetu, Nepalu, Sikkimu (Indija) i Butan.

## Etimologija
Riječ jeti potječe od fraze yet-teh, dok je zapadni naziv "strašni snježni čovjek" pogrešno prevedena fraza metoh-kangmi, u značenju "čovjekoliko snježno stvorenje".:str. 227. U uporabi su i neki drugi nazivi, poput bhanjakris, migu, mirka ili ui-go.

## Jedno ili tri bića?
Iza izraza jeti, kriju se barem tri bića ili nepoznate životinje.:str. 238. Prva je bila poznata kao dzu-teh i vjerojatno je riječ o nekakvom medvjedu. Druga bi bila teh-lma, najmanji od svih jetija, do metra visine koji, čini se, obitava u šumovitim dolinama Nepala i Sikkima, hraneći se sitnim plijenom. Treća je meh-teh, odnosno snježni čovjek.:str. 238.-240.

## Opis jetija
Šerpe, kao i drugi stanovnici Himalaja, opisuju jetija kao divovskog polučovjeka, polumajmuna, koji živimi u špiljama na nepristupačnim visinama. Tijelo mu je pokriveno gustom dlakom, ruke mu sežu do koljena i obdaren je velikom snagom.:str. 230

## Povijest
Prve glasine o jetiju došle su na Zapad još u 13. stoljeću, kada je engleski filozof i teolog fra Roger Bacon zapisao priče o divljim ljudima s Dalekog Istoka.:str. 228. Čak je zapisao da se ta stvorenja mogu uhvatiti tako da im se ostavi alkoholno piće, jer ih se može lako savladati kada se opiju.
Godine 1832. Journal of the Asiatic Society of Bengal izvjestio je u svom članku kako su urođenički lovci u sjevernom Nepalu spazili dlakavog bezrepog dvonošca.:str. 228. Vjeruje se da je britanski bojnik L. A. Waddell prvi zapadnjak koji se 1889. godine susreo s tragovima u snijegu koji su pripisani jetijevim otiscima stopala, iako sam nije bio uvjeren u priče o postojanju divovskih dlakavih ljudi, već je otiske pripisao medvjedu.
Godine 1921. britanska ekspedicija, koja je pokušala uspeti se na Mount Everest sjevernom stranom, opazila je dalekozorima tamne prilike kako se kreću po snijegu iznad njih na visini od 7.000 metara.:str. 228. Ljeti 1931. britanski vojni pilot spazio je tragove na ledenjaku nedaleko od izvora Gangesa, na visini od 4.200 metara, a pet godina kasnije otiske je na visini od 4.800 metara otkrio i slavni alpinist Eric Shipton. Isti je alpinist 8. studenog 1951. godine otkrio u snijegu jasne otiske ogromnih stopala na visini od 6.000 metara. Tragovi su bili dugi oko 33 centimetara, na osnovu čega je Shipton zaključio da je stvorenje koje ih je ostavilo bilo visoko oko 2.40 m.:str. 228. Shiptonove snimke tragova u snijegu izazvale su veliko zanimanje svjetske javnosti.
Godine 1978. lord Hunt također je naišao na tragove i snimio ih. Otisci u snijegu bili su 35.5 cm dugi i 17.7 cm široki. Iste godine bilo je više prijava o nasrtajima jetija, osobito u Sikkimu, gdje je ministarstvo šumarstva organiziralo više neuspješnih ekspedicija s ciljem potrage za navodnim stvorenjem.

## Vanjske poveznice
- Encyclopedia Mythica  Arhivirana inačica izvorne stranice od 28. studenoga 2010. (Wayback Machine) (engl.)
- Yeti: Abominable Snowman of Himalayas  Arhivirana inačica izvorne stranice od 13. rujna 2008. (Wayback Machine) (engl.)